# Stenopsyche rotundata
Stenopsyche rotundata är en nattsländeart som beskrevs av Schmid 1965. Stenopsyche rotundata ingår i släktet Stenopsyche och familjen Stenopsychidae. Inga underarter finns listade i Catalogue of Life.